# Avenue Gabriel Émile Lebon
L'avenue Gabriel Émile Lebon est une rue bruxelloise de la commune d'Auderghem et de Woluwe-Saint-Pierre qui relie la chaussée de Wavre avec l'avenue des Volontaires.
Elle est longue de 750 mètres, dont 680 sur Auderghem.
La numérotation des habitations va de 7 à 175 pour le côté impair et de 2 à 168 pour le côté pair.

## Historique et description
Sur la carte de Ferraris (1771), on voit qu'au milieu du XVIIIe siècle, tout le domaine entourant l'actuelle avenue Lebon était boisé. Ce fut le Mesdaelbos, que les couvents de Jericho à Bruxelles et le prieuré de Valduchesse à Auderghem se partageaient.
Joseph II et le régime français supprimèrent ces ordres et leurs domaines et les propriétés furent loties et vendues.
En 1863, lorsque Auderghem devint autonome, il ne restait plus du Mesdaelbos que l'actuel parc de Woluwe. Des parties du Mesdaelbos furent utilisées comme lieu d'épandage pendant l'entre-guerre. Après la Seconde Guerre mondiale, le steut (ou décharge publique) fut abandonné et l'on y toléra les romanichels ou gitans, contre le gré des riverains qui exigèrent l'interdiction de leur présence.
En 1930, la zone avait été destinée à l'urbanisation et on procéda à l'expropriation de plusieurs parcelles.
En 1938, l'on entama les travaux d'aménagement de l'avenue Lebon et de ses voies latérales (égouts, conduites de gaz et d'électricité, eau), mais la guerre interrompit les travaux.
Ce n'est qu'après la Seconde Guerre mondiale que l'urbanisation put reprendre.
Le 18 juillet 1954, le bourgmestre G.E. Lebon inaugura lui-même l'avenue qui porte son nom.
Depuis lors, on y a construit de nombreux immeubles à appartements.
En 1965, sur cette avenue, fut construite la nouvelle église Saint-Julien.
Après la mort de G.E. Lebon, on inaugura son buste sur l'avenue qui porte son nom.
- Premier permis de bâtir délivré le 27 mai 1952 pour le no 144.[réf. souhaitée]

## Situation et accès
| ___ | Ce site est desservi par les stations de métro : Pétillon et Hankar. |